# Jean-Jacques Bachelier

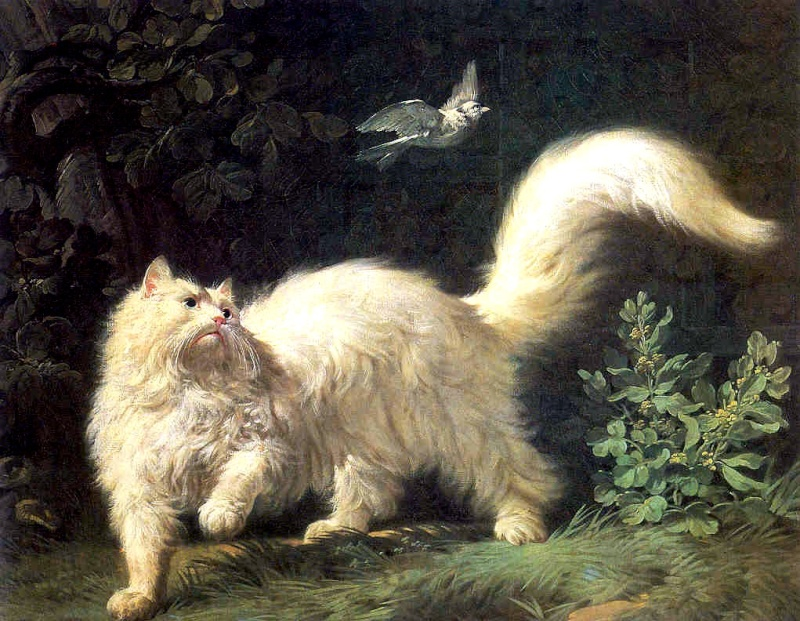
Weiße Angorakatze, einem Vogel auflauernd, um 1761

Jean-Jacques Bachelier (* 1724 in Paris; † 13. April 1806 ebenda) war ein französischer Maler.
Er war Schüler von Jean-Baptiste Marie Pierre und arbeitete danach mit dem Hofmaler Jean-Baptiste Oudry zusammen. 1740 kam er an die Porzellanmanufaktur im Schloss Vincennes, die 1756 am neuen Standort zur Manufacture royale de porcelaine de Sèvres wurde. Bachelier wurde ihr künstlerischer Leiter. Er wurde zu einem der Lieblingskünstlern von Ludwig XV. und der Madame de Pompadour und erhielt den Titel Maler des Königs (frz. peintre du roi). Seit 1752 war er Mitglied der Académie royale de peinture et de sculpture.
1766 gründete er in Paris die École Royale Gratuite de Dessin.  Die Zeichenschule ermöglichte eine Ausbildung der Söhne von Pariser Handwerkern. Die Zeichenschule bestand bis 1806, wurde umbenannt und trägt heute den Namen Pariser Hochschule der Dekorativen Künste (ENSAD). Dort studierten bekannte Künstler wie Henri Matisse, Jean-Paul Goude und Jean Widmer. Den 1786 von Bachelier gefassten Plan, eine gleichartige Zeichenschule für Mädchen zu eröffnen, musste er 1789 aufgeben. Erst 1803 gelang es den Plan zu verwirklichen.
Seine Gemälde (Stillleben, Tiere, Jagden, historische Sujets) hängen heute im Musée Lambinet in Versailles, im Nationalmuseum von Schloss Fontainebleau, im Musée Leblanc-Duvernoy von Auxerre, im Kunstmuseum von Marseille, im Louvre (Heiliger Simon)  sowie im Muséum national d’histoire naturelle Paris.

## Werke (Literatur)
- Histoire et secret de la peinture à la cire, contre le sentiment du comte de Caylus. Paris 1755